# Primera Divisió 1999/2000
Die Primera Divisió 1999/2000 war die 5. Spielzeit in der Geschichte der andorranischen Fußballliga. Die Saison startete am 19. September 1999 und endete am 29. Mai 2000. Der CE Benito meldete seine Mannschaft nach sieben Spielen vom Spielbetrieb ab und standen damit als einziger Absteiger fest.

## Teilnehmer
| Primera Divisió 1999/2000 |                     |                           |
| Name                      | Stadt               | Stadion                   |
| FC Santa Coloma           | Andorra la Vella    | Camp d’Esports d’Aixovall |
| CE Principat              | Andorra la Vella    | Camp d’Esports d’Aixovall |
| Constel·lació Esportiva   | Andorra la Vella    | Camp d’Esports d’Aixovall |
| UE Sant Julià             | Sant Julià de Lòria | Camp d’Esports d’Aixovall |
| CE Benito                 | Sant Julià de Lòria | Camp d’Esports d’Aixovall |
| FC Encamp                 | Encamp              | Camp d’Esports d’Aixovall |
| Inter Club d’Escaldes     | Escaldes-Engordany  | Camp d’Esports d’Aixovall |
| Sporting Club d’Escaldes  | Escaldes-Engordany  | Camp d’Esports d’Aixovall |

## Abschlusstabelle
| Pl. | Verein                   | Sp. | S  | U | N  | Tore    | Diff. | Punkte |
| --- | ------------------------ | --- | -- | - | -- | ------- | ----- | ------ |
| 1.  | Constel·lació Esportiva  | 12  | 12 | 0 | 0  | 070:600 | +64   | 36     |
| 2.  | FC Santa Coloma          | 12  | 9  | 1 | 2  | 034:100 | +24   | 28     |
| 3.  | Inter Club d’Escaldes    | 12  | 6  | 2 | 4  | 024:250 | −1    | 20     |
| 4.  | FC Encamp                | 12  | 5  | 2 | 5  | 033:280 | +5    | 17     |
| 5.  | UE Sant Julià            | 12  | 3  | 1 | 8  | 023:360 | −13   | 10     |
| 6.  | CE Principat (M, P)      | 12  | 2  | 0 | 10 | 016:410 | −25   | 06     |
| 7.  | Sporting Club d’Escaldes | 12  | 1  | 2 | 9  | 012:660 | −54   | 05     |
| 8.  | CE Benito                | 0   | 0  | 0 | 0  | 000:000 | ±0    | 0      |

| (M) | amtierender andorranischer Meister     |
| (P) | amtierender andorranischer Pokalsieger |

## Kreuztabelle
| 1999/2000                | Constel·lació Esportiva | FC Santa Coloma | Inter Club d’Escaldes | FC Encamp | UE Sant Julià | CE Principat | Sporting Club d’Escaldes |
| Constel·lació Esportiva  |                         | 2:1             | 2:0                   | 10:0      | 5:0           | 6:2          | 11:0                     |
| FC Santa Coloma          | 0:2                     |                 | 2:0                   | 2:0       | 3:1           | 4:1          | 6:1                      |
| Inter Club d’Escaldes    | 1:8                     | 0:6             |                       | 1:1       | 2:1           | 3:1          | 5:1                      |
| FC Encamp                | 1:2                     | 1:3             | 1:2                   |           | 2:2           | 7:2          | 5:3                      |
| UE Sant Julià            | 0:8                     | 0:2             | 2:5                   | 0:4       |               | 1:0          | 11:0                     |
| CE Principat             | 0:5                     | 0:3             | 0:5                   | 0:4       | 2:3           |              | 1:0                      |
| Sporting Club d’Escaldes | 1:9                     | 2:2             | 0:0                   | 1:7       | 3:2           | 0:7          |                          |